# بروكس (جورجيا)
بروكس (بالإنجليزية: Brooks, Georgia)‏ هي بلدة تقع في مقاطعة فاييت، جورجيا بولاية جورجيا في الولايات المتحدة. تبلغ مساحتها 10.5 (كم²)، وترتفع عن سطح البحر 255 م، بلغ عدد سكانها 524 نسمة في عام 2010 حسب إحصاء مكتب تعداد الولايات المتحدة وتصل الكثافة السكانية فيها 52.7 نسمة/كم2.

## أعلام
- جيمس سميث

## وصلات خارجية
- The US50 - Cities and Towns in Georgia State
- Georgia Cities and Towns, Facts, Map, Flag, Colleges, Government, and More